# Lehrte
Lehrte is een gemeente in de Duitse deelstaat Nedersaksen. De gemeente maakt als selbständige Gemeinde deel uit van de Region Hannover. Lehrte telt 44.154 inwoners.

## Delen van Lehrte
Lehrte bestaat uit de plaatsen (Ortsteile):.
- Ahlten (5.493 inwoners per 31 december 2016)
- Aligse (1.696)
- Arpke (2.879)
- Hämelerwald (4.622)
- Immensen (2.412)
- Kolshorn (368)
- Lehrte (kernstad) (23.493)
- Röddensen (236)
- Sievershausen (2.375)
- Steinwedel (1.799)

Totaal per 31-12-2016: 45.343 inwoners.

## Ligging, verkeer, vervoer

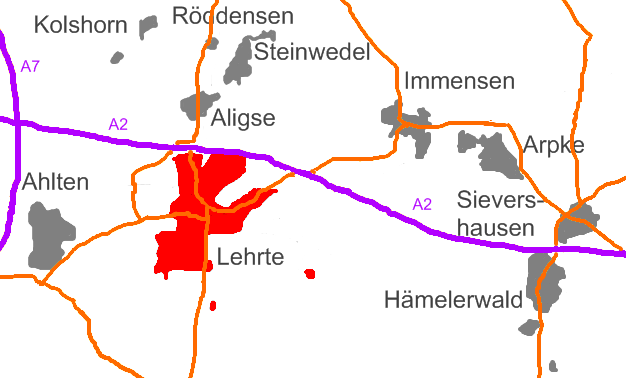
Schetskaart van Lehrte en haar andere stadsdelen
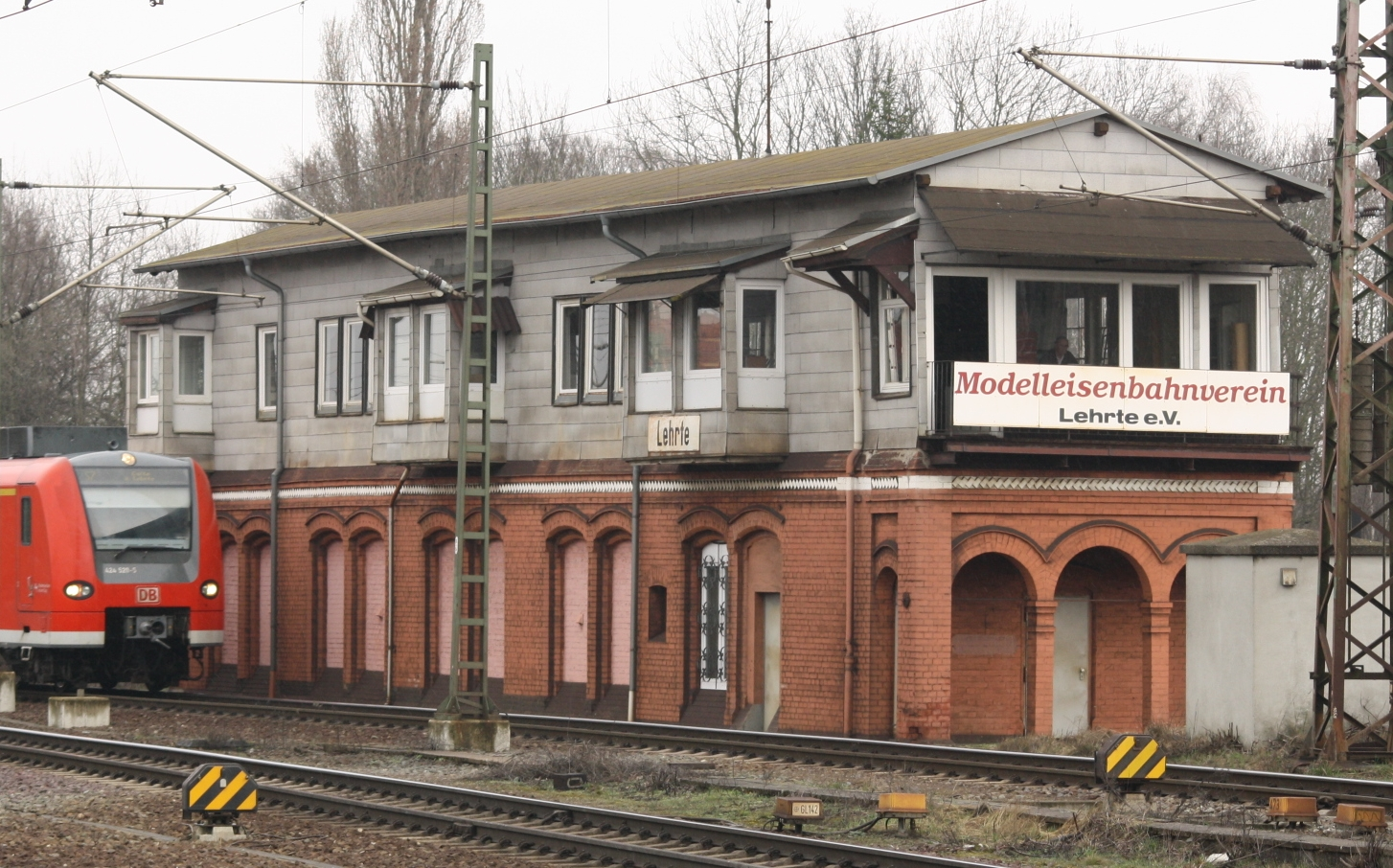
Voormalige wissel, waar de sporen naar Hannover (links) en Celle (rechts) zich afsplitsen
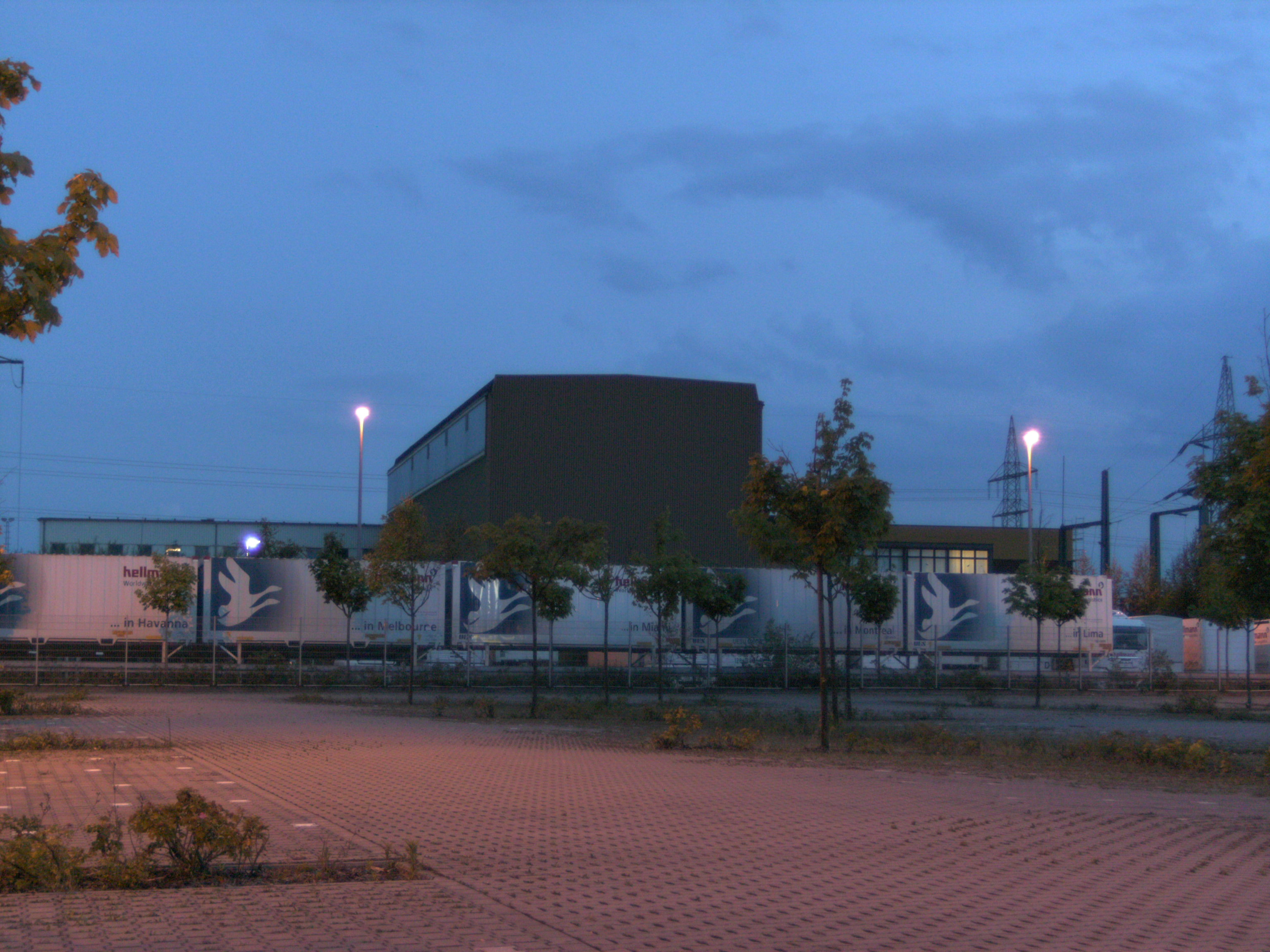
Omvormerinstallatie[3] Lehrte
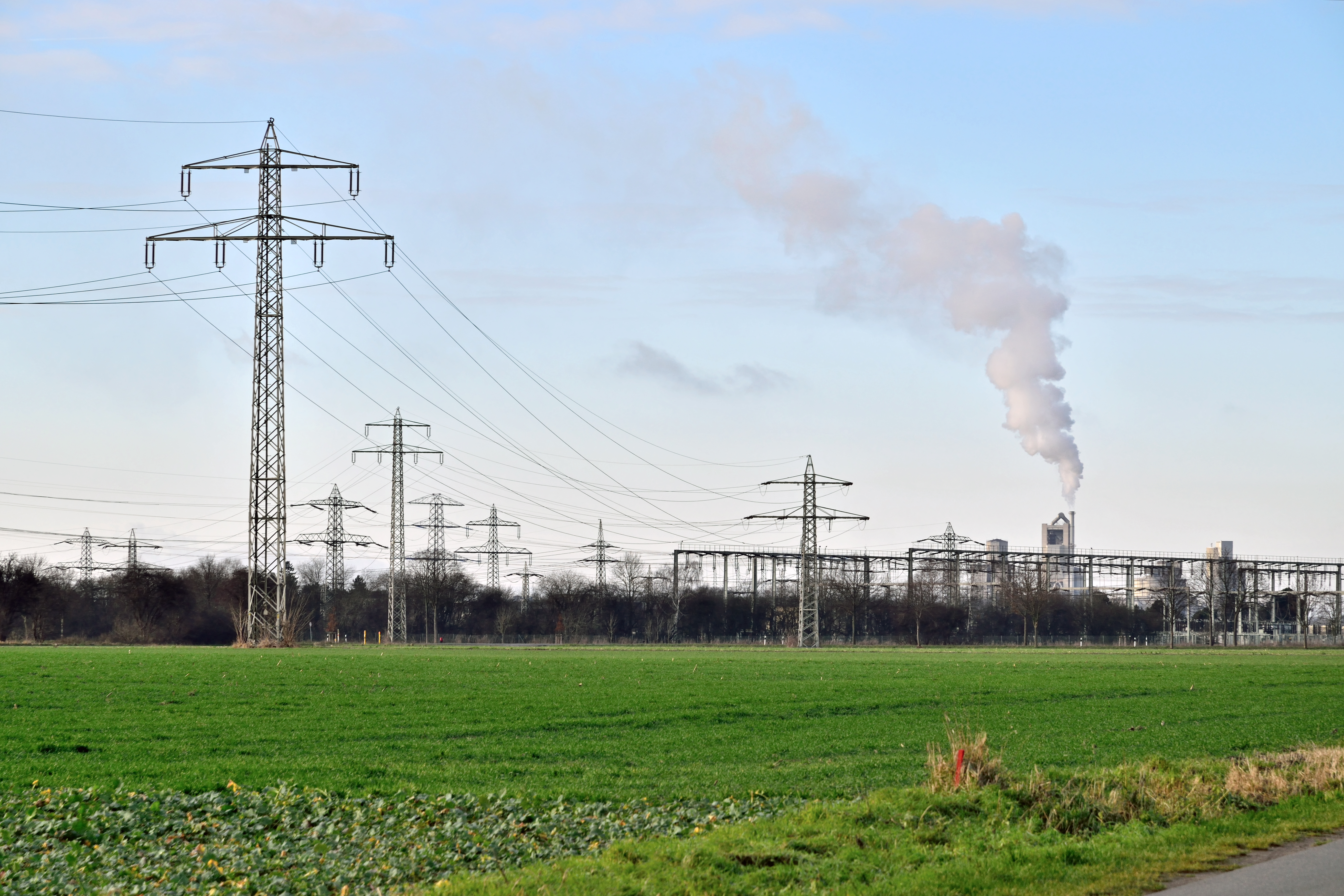
Onderstation Ahlten voor het hoogspanningsnet van TenneT
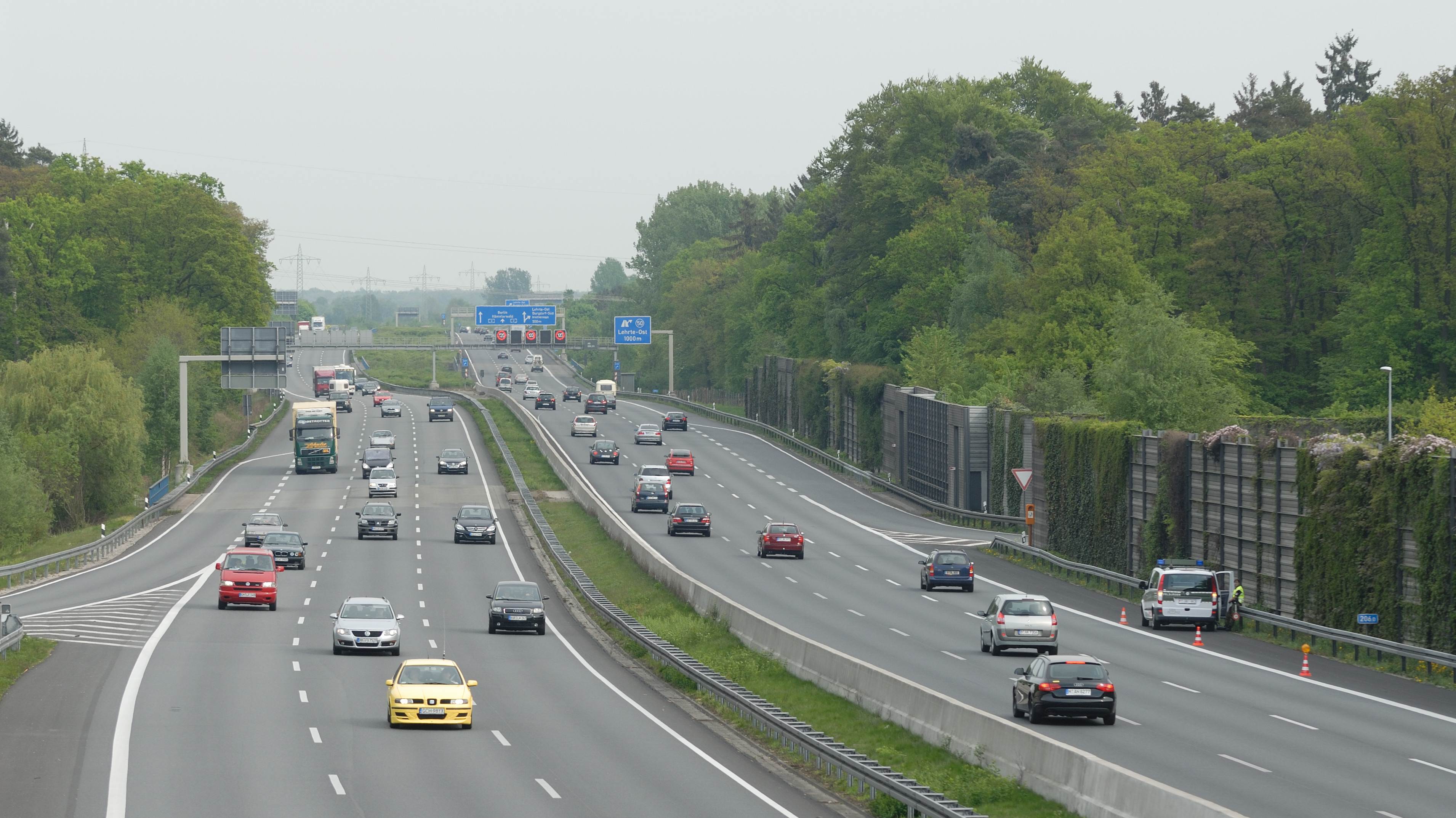
De A2 bij  Raststätte Lehrter See
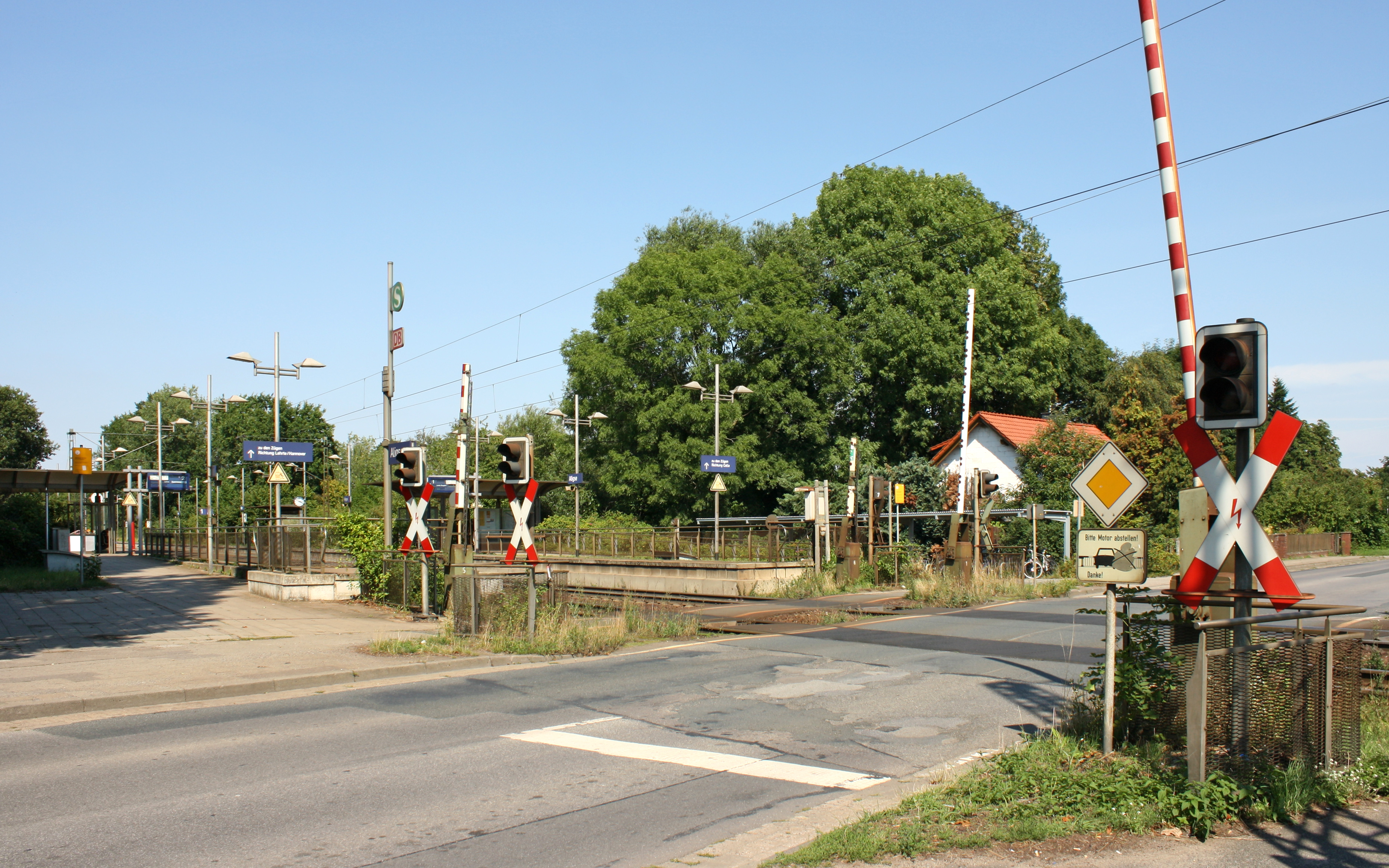
Spoorwegstation Aligsen

Lehrte ligt hemelsbreed ca. 15 km, over de weg ca. 20 km ten oosten van Hannover. Noordelijke buurgemeentes zijn Burgdorf en Uetze, zuidelijke buurgemeente is Sehnde. In het oosten grenst de gemeente aan Edemissen en het zuidelijker gelegen Peine.
Lehrte ligt aan de Autobahn A2 van Hannover naar Braunschweig (Brunswijk) en Berlijn. De afritten 49 (naar Bundesstraße 443), 50 en 51 liggen van west naar oost in het gebied van de gemeente. Vijf km ten westen van Lehrte ligt het tot de gemeente behorende dorp Ahlten, dicht bij het juist op de gemeentegrens liggende Autobahnkreuz Hannover-Ost met de A7.
Station Lehrte is van oudsher een belangrijk spoorwegknooppunt. Het voormalige Lehrter Bahnhof in Berlijn is genoemd naar een spoorlijn van Berlijn naar Lehrte.
Tegenwoordig stoppen er de volgende treinen:
| Lijn               | Route                                                                                                  | Frequentie in min.                          |
| ------------------ | --- | ------------------------------------------- |
| RE 30              | Hannover – Lehrte – Gifhorn – Wolfsburg                                                                | 60                                          |
| RE 60              | Braunschweig – Peine – Lehrte – Hannover – Station Minden – Station Löhne – Osnabrück – Station Rheine | 120 (in comb.met RE 70 uurdienst tot Löhne) |
| RE 70              | Braunschweig – Peine – Lehrte – Hannover – Minden – Löhne – Bielefeld                                  | 120 (in comb.met RE 60 uurdienst tot Löhne) |
| RE 70              | Braunschweig – Peine – Lehrte – Hannover                                                               | 60                                          |
| S-Bahn Hannover S3 | Hannover – Lehrte – Sehnde – Hildesheim                                                                | 60                                          |
| S-Bahn Hannover S7 | Hannover – Lehrte – Burgdorf – Celle                                                                   | 60                                          |

Ook in Ahlten stoppen de lijnen S3 en S7 van de S-Bahn van Hannover. In Aligsen stoppen de lijnen S6 en S7.
Station Immensen-Arpke is een halte voor stoptreinen tussen Hannover Hauptbahnhof en Wolfsburg.
Station Hämelerwald is een halte voor stoptreinen tussen Hannover Hauptbahnhof en Brunswijk.
Lehrte heeft verder een stadsbusnet met zeven lijnen. Een van die lijnen rijdt ook naar Burgdorf, een andere naar Sehnde.

## Economie
De zware industrie van vroeger heeft in Lehrte plaats gemaakt voor vooral logistieke ondernemingen. Grote, landelijk werkende bedrijven hebben in Lehrte of Sievershausen een  distributiecentrum.
Wel is nog een kleine chemische fabriek van industriële zouten, een kleine verffabriek en een middelgrote lijmfabriek gebleven. In 1965 vestigde het Miele-concern in Lehrte een kleine vestiging voor de productie van strijkijzers.
De aardoliebron bij Ahlten is nog niet uitgeput; anno 2020 wordt onderzocht, of de oliewinning rendabel kan worden hervat.
Ahlten beschikt over twee voor grote delen van Noord-Duitsland belangrijke onderstations, waarvan een voor de elektriciteitsvoorziening van de spoorwegen.

## Geschiedenis en stadsontwikkeling

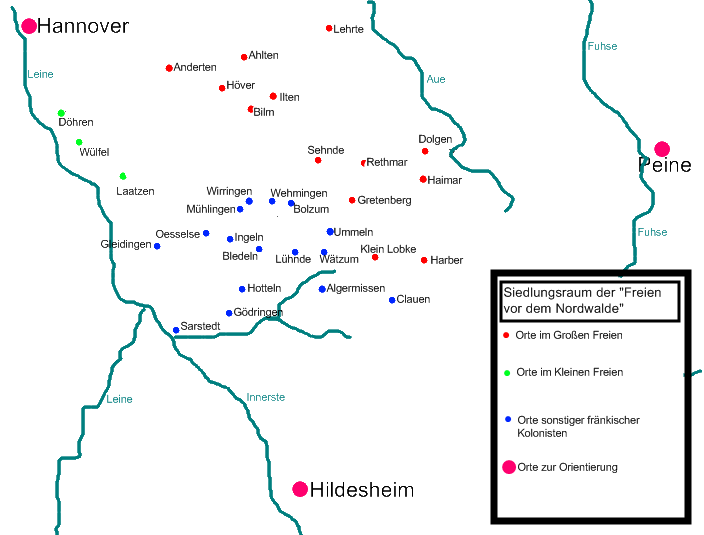
Gebied van de zgn. Freien vor dem Nordwalde
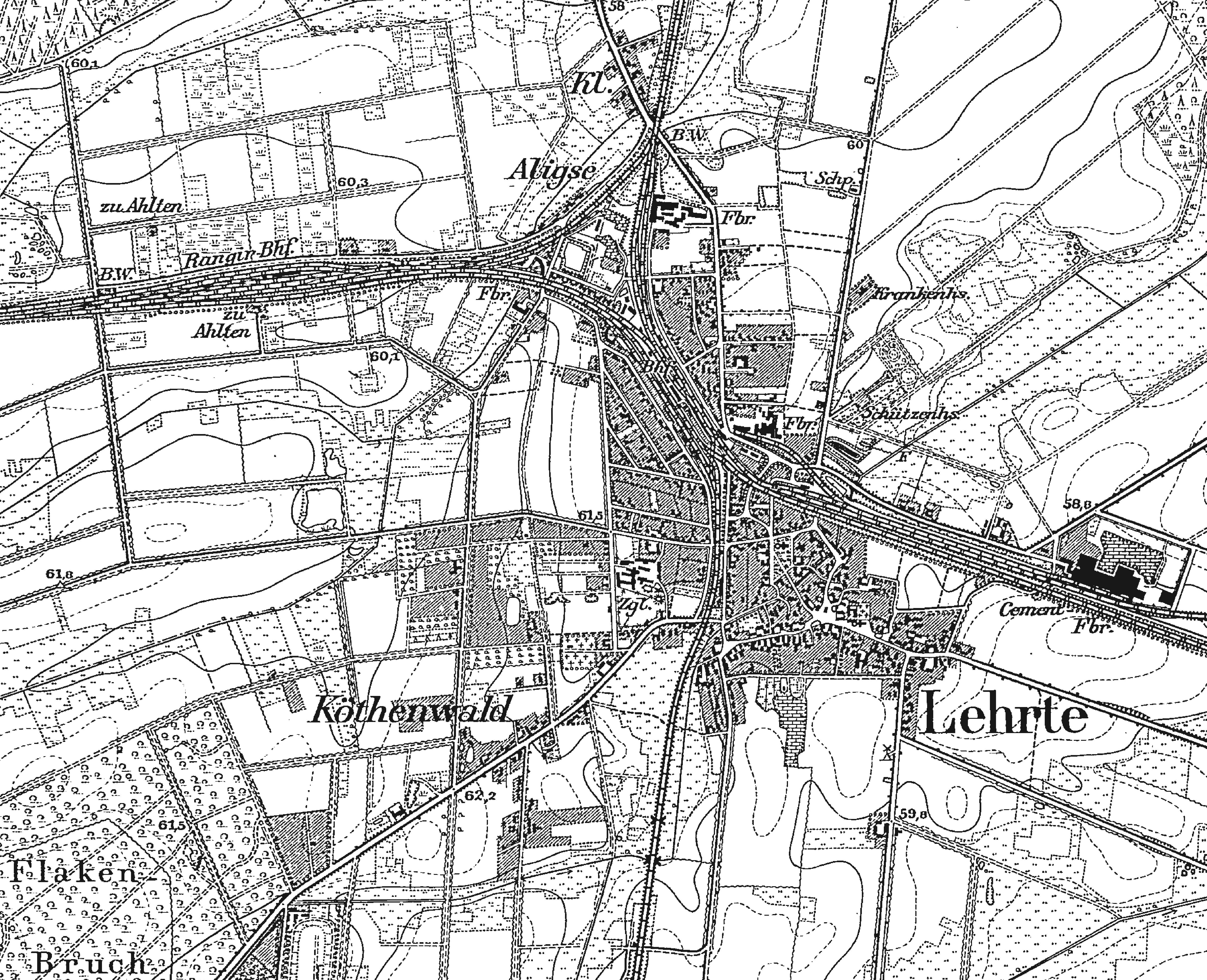
Lehrte in 1896. Duidelijk is te zien, dat het dorp een spoorwegknooppunt was.
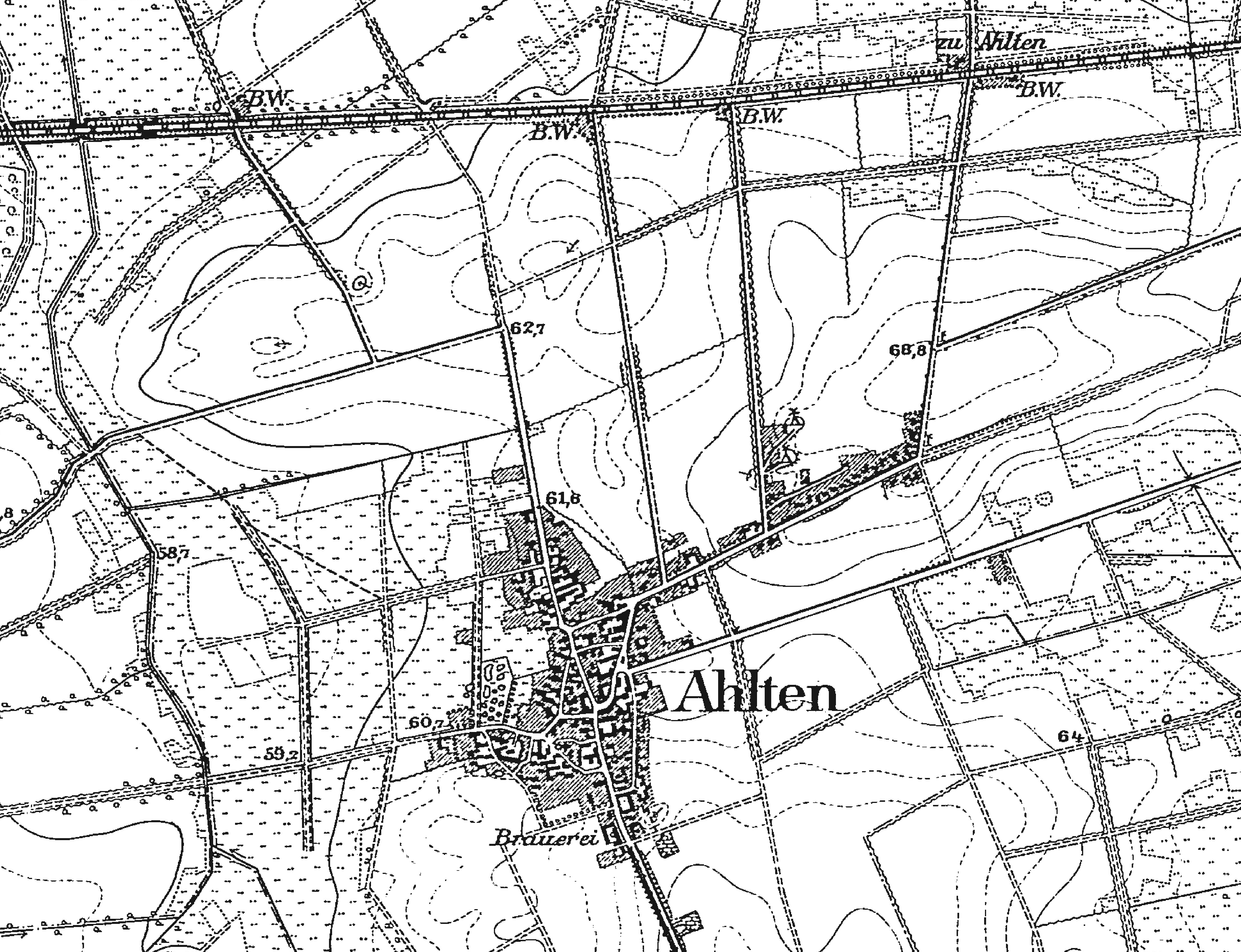
Ahlten op dezelfde kaart uit 1896.
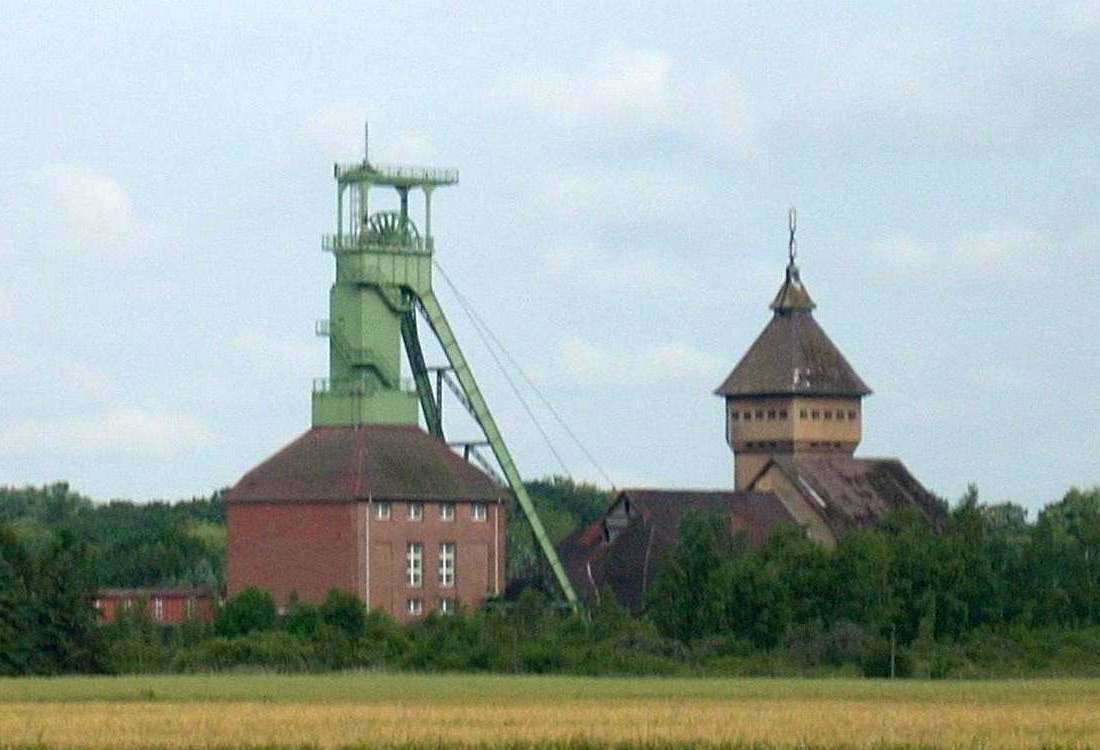
Voormalige kalimijn Lehrte

In de gemeente zijn talrijke archeologische vondsten gedaan, die op bewoning door mensen sedert de Jonge Steentijd wijzen. Vroeger lag hier, ten westen van Lehrte zelf, in de buurt het Nordwald, een groot, vrijwel ongerept, vrij vochtig en soortenrijk bosgebied. Enige snippers ervan zijn o.a. nog in het bos bewaard gebleven, dat tegenwoordig door het Autobahnkreuz Hannover-Ost wordt doorsneden.
Het dorp Lehrte, dat in 1147 voor het eerst vermeld wordt, ontstond op een plaats, waar aan de oever van een beek drie landwegen samenkwamen en waar een kapel gebouwd werd.
Vanaf de 13e eeuw tot 1730 behoorden Lehrte en Ahlten tot de 14 dorpen, die in het gebied der zgn. Große Freie lagen. De landheren hadden hier minder invloed, met name op het gebied van rechtspraak en het verrichten van herendiensten. Zie ook onder Laatzen. De geschiedenis van dit gebied is ingewikkeld vanwege de versnippering tussen allerlei adellijke en kerkelijke heersers. Deze episode in de geschiedenis, waarop de bewoners trots zijn,  wordt in de streek nog steeds herdacht met schuttersfeesten e.d. In Sehnde staat een klein museum, dat grotendeels aan deze geschiedkundige periode is gewijd. Het gebied Große Freie voerde in het wapen een gouden leeuw in een rood veld. Deze leeuw is, vanwege de historische connectie met Lehrte, ook in het huidige gemeentewapen opgenomen.
Sedert de Reformatie in de jaren 1540 is de grote meerderheid van de christenen in de gemeente evangelisch-luthers.
In 1553 sloot Hendrik II van Brunswijk-Wolfenbüttel een alliantie met keurvorst Maurits van Saksen tegen markgraaf Albrecht Alcibiades van Brandenburg-Kulmbach. Dit resulteerde in de bloedige Slag bij Sievershausen, waarbij zowel Maurits als de twee oudste zonen van Hendrik II sneuvelden. Desondanks won Hendrik de veldslag.  Na 1730 kwam het gebied aan het Keurvorstendom Brunswijk-Lüneburg, waardoor het Huis Hannover er de macht verwierf.
De invloedrijke familie Schlemm kocht in 1781 het landgoed Ahlten, en woont nog steeds in het imposante herenhuis (sindsdien Schlemmsches Gut geheten).
Pas in 1843 begon het tot dan toe weinig belangrijke boerendorp Lehrte te groeien. Er werden spoorwegen aangelegd. Lijnen naar Berlijn, Hannover, Brunswijk en Celle kruisten elkaar hier en er ontstond een knooppunt van spoorwegen met een reizigers- en een rangeerstation. Op de kaart uit 1896 is te zien, dat het spoorwegnet het dorp insnoerde. De vele gelijkvloerse overwegen belemmerden het wegverkeer sterk. Wel trokken de spoorwegen nieuwe industrie aan. Er vestigden zich een cementfabriek  (1881-1910) en een suikerfabriek (1883-1998). Een van de fabrikanten schonk het dorp in 1892 een ziekenhuis. Na het sluiten van de cementfabriek kwam er een zeer grote veemarkt, deels in een hal, en in 1912 werd een kalimijn geopend (gesloten in 1994). Keizer Wilhelm II van Duitsland beschikte, dat Lehrte zich in 1898 stad mocht gaan noemen. In 1920 werd in Ahlten één der eerste onderstations voor hoogspanningsleidingen van 220 volt voor het elektriciteitsnet gebouwd.
In 1864 werd het dorp Hämelerwald gesticht. Het ontwikkelde zich tot een dorp van arbeiders en beambten bij de spoorwegen en van arbeiders in  steenbakkerijen, die hier vanwege de daarvoor zeer geschikte kleigrond gevestigd zijn geweest.
In de jaren 1930 werd, helaas dwars door een ecologisch waardevol bos,  de Reichsautobahn Hannover-Berlijn, de huidige A2 aangelegd. Het daarvoor benodigde grind werd in de omgeving afgegraven, wat tot het ontstaan van recreatieplas Blauer See leidde.
Na de Tweede Wereldoorlog werden de spoorlijnen gemoderniseerd en deels verlegd. Het rangeerterrein maakte plaats voor een containeroverslagterrein van vrachtauto naar goederentrein v.v., gemaakt voor containers, zoals die ook op vrachtschepen gebruikt worden. Overwegen verdwenen en spoorwegtracé's konden voor andere zaken, zoals parken, wegen en fietspaden plaats maken. Na de Tweede Wereldoorlog  werd in Ahlten een aardoliebron ontdekt. De oliewinning duurde er van 1952 tot 1995; de lege oliebron diende tot 2011 als opslag voor aardgas.   In 1965 vestigde het Miele-concern in Lehrte een kleine vestiging voor de productie van strijkijzers. Lehrte ontwikkelde zich tot een moderne kleine stad.
Van 1966-2005 was Ahlten zetel van de computercentrale van verscheidene regionale banken, met honderden arbeidsplaatsen.

## Bezienswaardigheden
- Een gereconstrueerd huis uit de ijzertijd, nabij Stadtteil Arpke, heeft een museale functie.
- Het voor het grootste deel in de gemeente, bij Stadtteil Hämelerwald, gelegen, helaas door de A2 en de spoorlijn naar Brunswijk doorsneden, natuurreservaat Hämeler Wald und Sohrwiesen (oppervlakte ca. 1.000 ha. waarvan 80% bos) bestaat grotendeels uit oud eiken- en beukenbos, met een grote natuurwaarde en soortenrijkdom.
- De 13e-eeuwse evangelisch-lutherse kapel van de St.-Maartensgemeente te Ahlten heeft binnen een fresco uit ca. 1300, dat de weg tot het Laatste Oordeel voorstelt.
- De Blaue See, 9 ha grote hengel- en recreatieplas bij het Ahltener Wald; ontstaan als grindgroeve voor de aanleg van de A2.

## Belangrijke personen in relatie tot de gemeente

### Geboren
- Friedrich Harder (1891 te Ahlten - 1944), berucht SS-officier en kampleider te Auschwitz

### Overleden
- Maurits van Saksen (1521-1553), keurvorst, in de slag bij Sievershausen gesneuveld
- Alfred Schlemm (1894-1986 te Ahlten) Duits generaal, o.a. parachutistencommandant

### Overigen
- Reinhard Mey (*1942), zanger,  heeft enige tijd in Ahlten gewoond
- Ursula von der Leyen (*1958), ging in Lehrte naar de middelbare school en behaalde er haar einddiploma aan het gymnasium

## Afbeeldingen

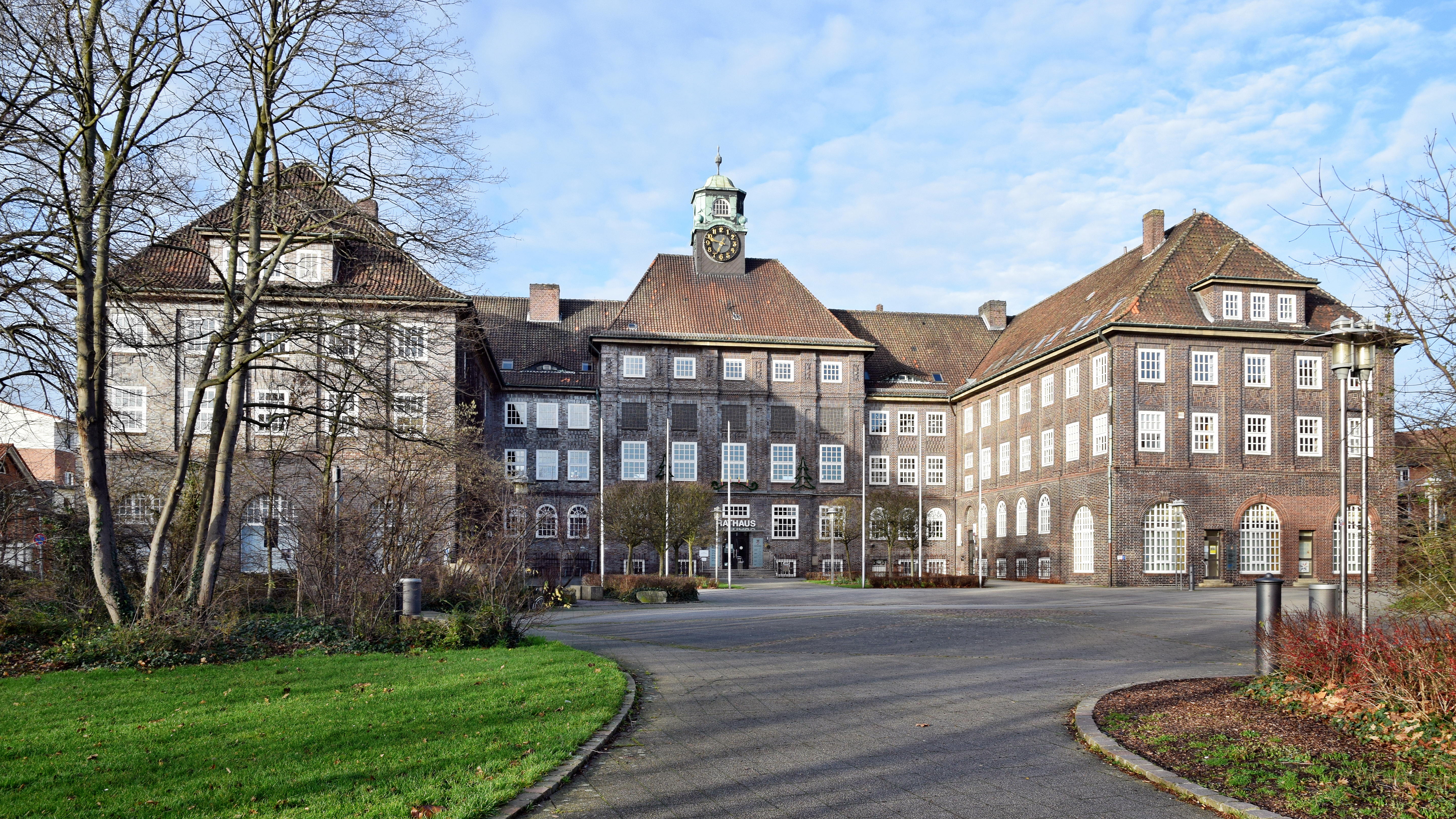
Het gemeentehuis (1923-1925), voorheen een bankgebouw
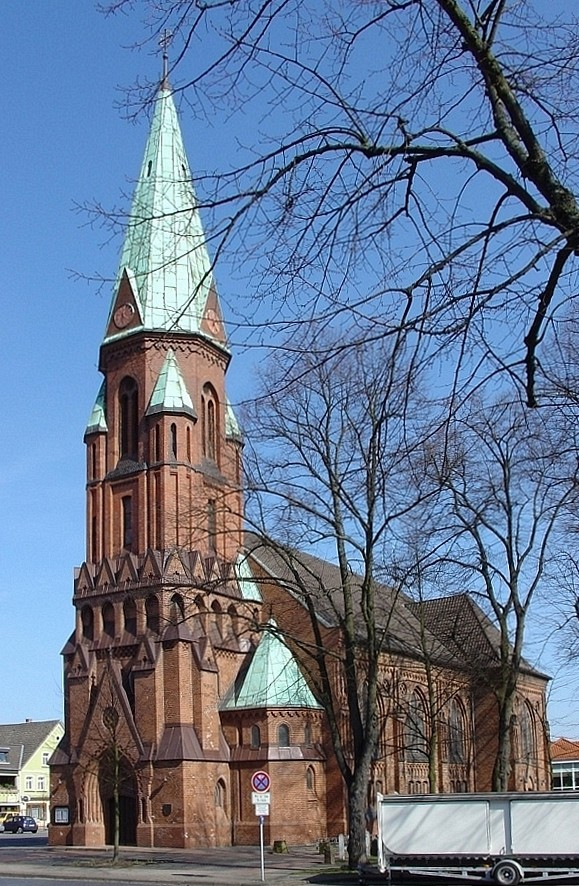
Ev.-luth. Mattheüskerk, Lehrte (1876)
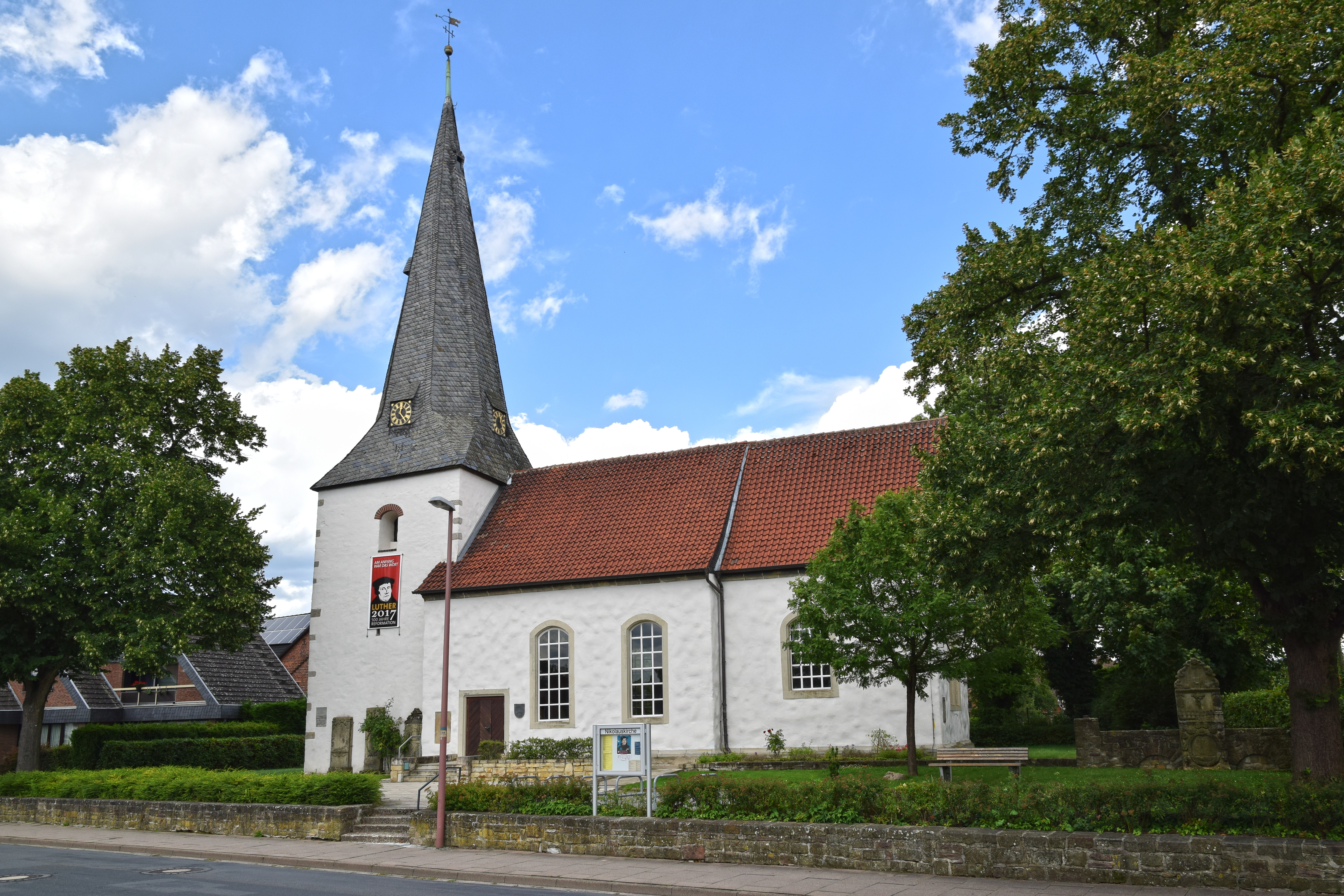
Oude St. Nicolaaskerk
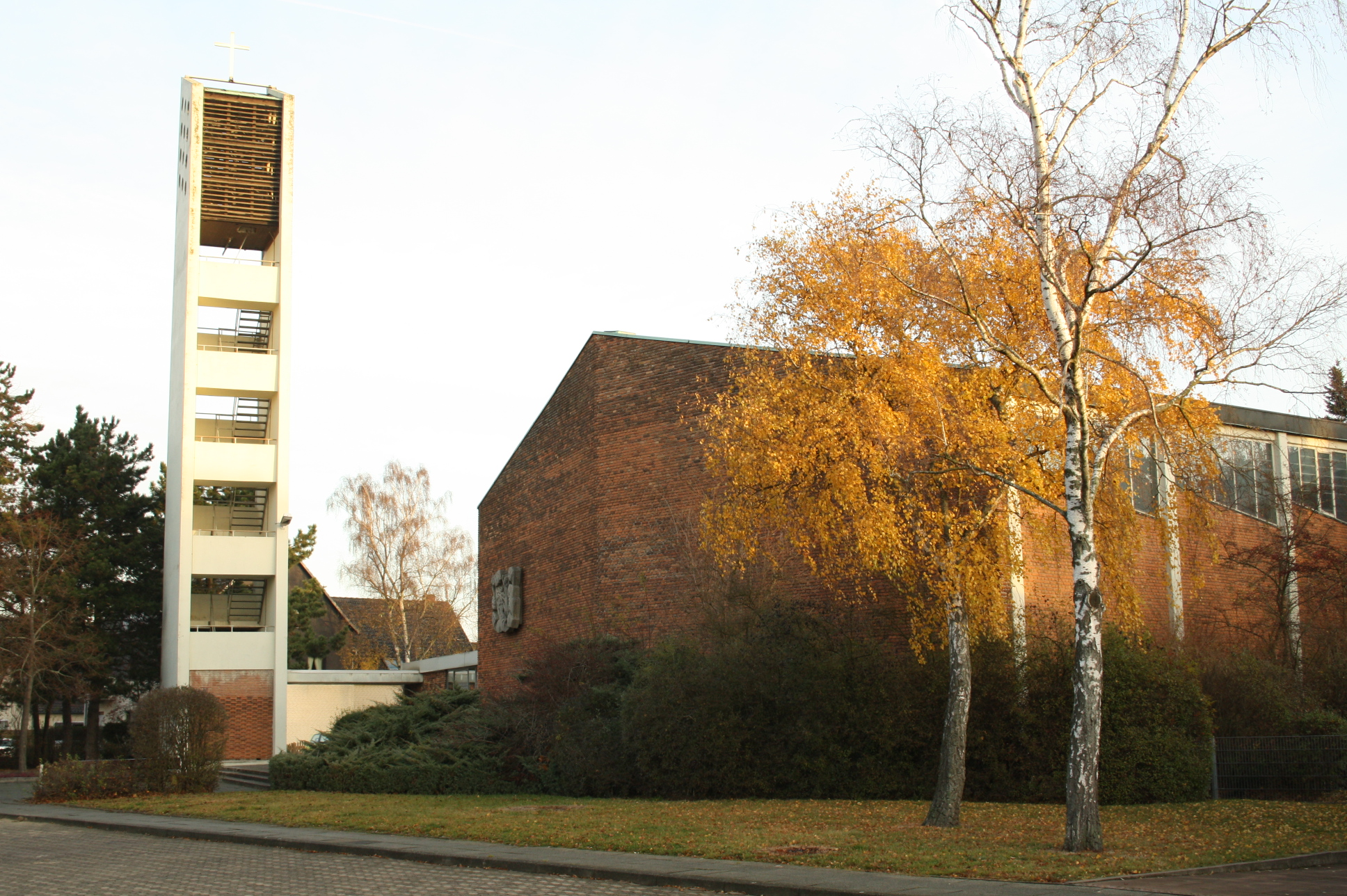
Ev.-luth. Marcuskerk
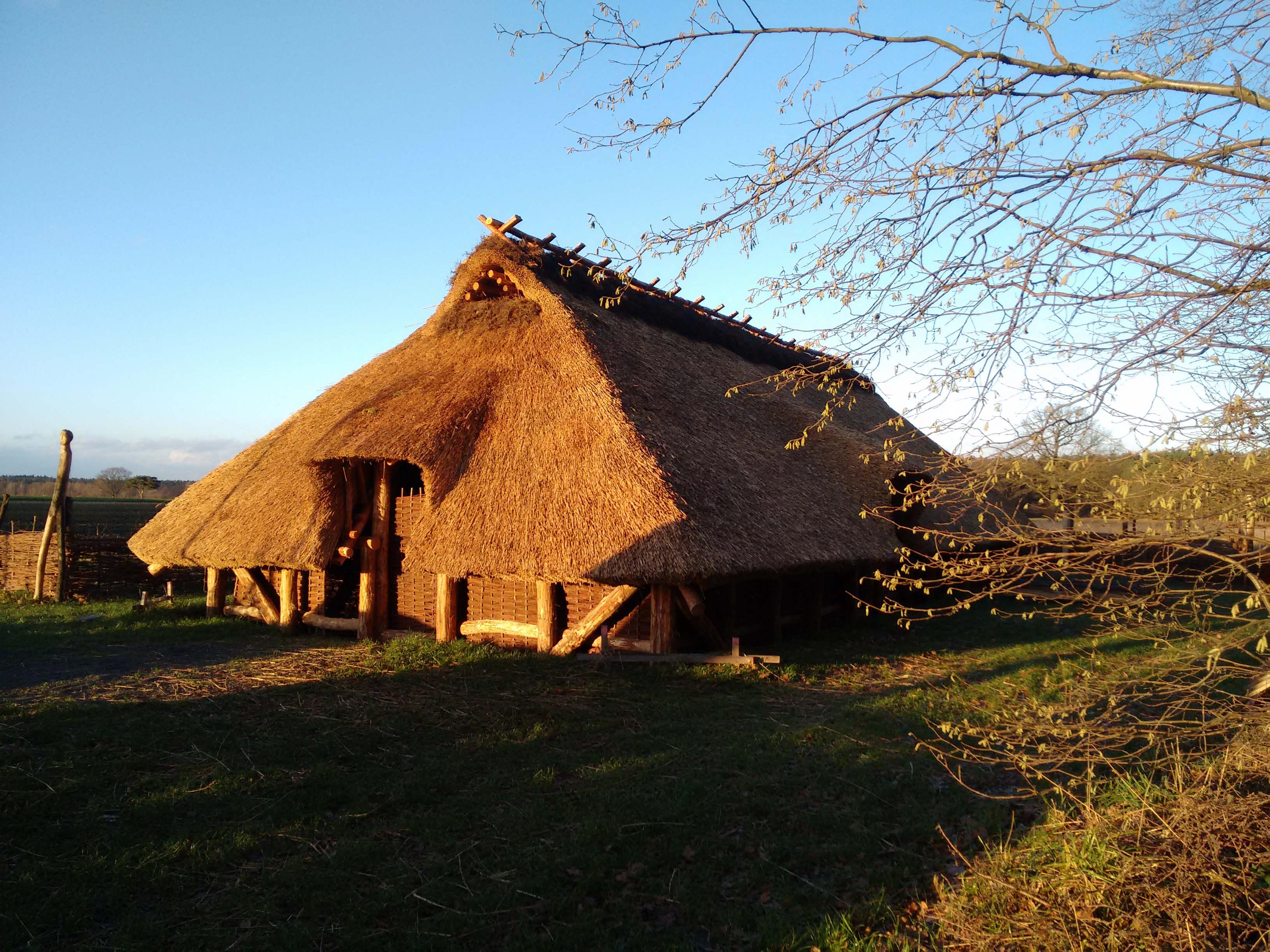
IJzertijdhuis en -museum bij Arpke

## Partnergemeenten
- Jumelages:
  - Staßfurt in Sachsen-Anhalt, Duitsland
  - Trzcianka (voor 1945: Schönlanke), Polen
  - Vanves, Frankrijk
- Zgn. Städtefreundschaften, minder intensief dan een jumelage of in het Duits: Städtepartnerschaft :
  - Mönsterås, Zweden
  - Ieper, België

## Antikriegshaus
- In het dorp Sievershausen is sinds 1979, in een herbouwd vakwerkhuis nabij de dorpskerk, een zgn. Antikriegshaus gevestigd. Het wordt ondersteund door de Duitse vredesbeweging en de Evangelische Kerk in Duitsland, maar richt zich ook op mensen van andere religies. Vanuit dit huis worden allerlei acties op het gebied van de vredesbeweging ondersteund.

- Gemeinsame Normdatei: 4111241-6
- Library of Congress Control Number: n85149041
- MusicBrainz: 2d8c9468-1bef-4749-8eb0-3bd9598b217a
- Nationale Bibliotheek van Israël: 987007564607805171
- Virtual International Authority File: 152509839
- WorldCat: E39PBJdWMXJ8dpXc9wPW6kXPQq

Barsinghausen ·
Burgdorf ·
Burgwedel ·
Garbsen ·
Gehrden ·
Hannover ·
Hemmingen ·
Isernhagen ·
Laatzen ·
Langenhagen ·
Lehrte ·
Neustadt am Rübenberge ·
Pattensen ·
Ronnenberg ·
Seelze ·
Sehnde ·
Springe ·
Uetze ·
Wedemark ·
Wennigsen (Deister) ·
Wunstorf